# Face Stabber
Face Stabber — двадцать второй студийный альбом американской рок-группы Oh Sees из Сан-Франциско. Он был выпущен 16 августа 2019 года лейблом Castle Face Records. Альбом стал третьим, выпущенным под псевдонимом Oh Sees после Orc (2017) и Smote Reverser (2018) и продолжил линию на прогрессивный рок. Ранее группа выпускала свои альбомы под названиями «Thee Oh Sees», «OCS», «The Ohsees» и «The Oh Sees».

## История
Группа описала звучание альбома как «Soundcloud-хип-хоп наоборот, дальний враг современного кантри и вялой алгоритмической поп-блевотины».

## Отзывы
| Совокупная оценка    | Совокупная оценка |
| Источник             | Оценка            |
| -------------------- | ----------------- |
| Metacritic           | 80/100            |
| Оценки критиков      |                   |
| Источник             | Оценка            |
| AllMusic             | [ 1 ]             |
| Consequence of Sound | B+                |
| Pitchfork            | 6.6/10            |

Альбом получил положительные оценки и признание от музыкальных критиков. На интернет-агрегаторе Metacritic, который присваивает нормализованный рейтинг из 100 баллов по рецензиям основных изданий, альбом Smote Reverser получил средний балл 80 из 100, основанный на нескольких профессиональных рецензиях.
Тим Сендра в AllMusic отметил, что с альбомом Face Stabber «…группа не только делает еще один шаг в космос, они падают через бездну с энергичной яростью, которую большинство групп никогда не смогут вызвать, не говоря уже о 300-м альбоме. На этот раз клавишные более заметны благодаря тому, что Томас Долас более интегрирован в группу; песни более полно раскрываются с последним треком, могучим „Henchlock“, длящимся более 20 минут; и в микс проскальзывают некоторые джазовые фрики свободной формы. „Fu XI“ немного напоминает фестивальный джаз, если бы мероприятие проводилось на Марсе, а „S.S. Luker’s Mom“ звучит как „Giant Steps“ в исполнении Judas Priest. Есть несколько отступлений в сторону металла в стиле Motörhead, разрывающего джинсы („Gholü“), вычурного панк-рока („Heart Worm“), треков, которые погружаются в уродливый, поцарапанный фанк, которым гордился бы Джордж Клинтон („Scutum & Scorpius“), абстрактных электронных произведений („Captain Loosley“) и множества песен, которые кажутся классическими, недавними Oh Sees, но просто немного более дикими и странными. Завершающий альбом „Henchlock“, глубоко фанковый и зловещий трек, который никогда не ослабевает на протяжении своего длительного звучания, пока духовая секция ревет, гитары рвутся и рвутся. Это отчаянная и опасная музыка, которой придает силу уверенность игры и чистота видения Дуайера как автора песен и музыканта. Любая группа, желающая играть психоделическую музыку, должна обратить внимание на этот альбом (и Smote Reverser), чтобы полностью понять возможности, которые существуют внутри (и далеко за пределами) этого стиля, и насколько далеко может зайти группа с безграничным воображением, если она не будет довольствоваться клише и простыми ответами, а будет стремиться создать что-то уникальное и прекрасное, как это делают Oh Sees (и почти всегда)».

## Список композиций
| №                   | Название            | Длительность |
| ------------------- | ------------------- | ------------ |
| 1.                  | «The Daily Heavy»   | 7:50         |
| 2.                  | «The Experimenter»  | 5:22         |
| 3.                  | «Face Stabber»      | 2:45         |
| 4.                  | «Snickersnee»       | 3:46         |
| 5.                  | «Fu Xi»             | 5:19         |
| 6.                  | «Scutum & Scorpius» | 14:24        |
| 7.                  | «Gholü»             | 1:51         |
| 8.                  | «Poisoned Stones»   | 3:55         |
| 9.                  | «Psy-Ops Dispatch»  | 4:03         |
| 10.                 | «S.S. Luker's Mom»  | 2:08         |
| 11.                 | «Heartworm»         | 1:57         |
| 12.                 | «Together Tomorrow» | 1:34         |
| 13.                 | «Captain Loosely»   | 4:25         |
| 14.                 | «Henchlock»         | 21:02        |
| Общая длительность: | Общая длительность: | 80:22        |

## Чарты
| Чарт (2019)                            | Высшая позиция |
| -------------------------------------- | -------------- |
| Шотландия (Scottish Albums Chart)      | 80             |
| США (Billboard Top Heatseekers Albums) | 13             |
| США (Billboard Independent Albums)     | 38             |